# Camp Hills
Camp Hills är en kulle i Antarktis. Den ligger i Västantarktis. Chile gör anspråk på området. Toppen på Camp Hills är 2 228 meter över havet, eller 206 meter över den omgivande terrängen. Bredden vid basen är 10,6 km.
Terrängen runt Camp Hills är huvudsakligen bergig. Trakten är obefolkad. Det finns inga samhällen i närheten.